# Gabriel-Ángel Rodríguez Millán
Gabriel-Ángel Rodríguez Millán (n. Vinuesa, Soria, Castilla y León, España, ¿?) es un sacerdote católico, diplomático, canonista, profesor y filósofo español.
Desde el 23 de mayo de 2016 ejerce como administrador diocesano encargado de la Diócesis de Osma-Soria.

## Biografía
Nacido en el municipio soriano de Vinuesa.
Cuando era joven descubrió su vocación religiosa y decidió entrar al Seminario Diocesano de El Burgo de Osma.
Fue ordenado sacerdote en la Catedral de Santa María de Burgos, el 11 de diciembre de 1994.
Un año más tarde se trasladó a Italia, donde entre 1995 y 1997 cursó su licenciatura en filosofía por la Pontificia Universidad Gregoriana de Roma.
Al regresar a España, en su diócesis comenzó a trabajar en el mismo seminario en el que estudio, como profesor de Filosofía y secretario de estudios, al mismo tiempo que atendía pastoralmente diversas parroquias de la zona del municipio de San Esteban de Gormaz.
En 1998 viajó nuevamente a Roma donde realizó su carrera diplomática en la Academia Pontificia Eclesiástica y obtuvo un doctorado en derecho canónico por la Pontificia Universidad Gregoriana.
Nuevamente ya en su diócesis y tras breve periodo sirviendo en la parroquia de Arcos de Jalón, en 2003 pasó a ser director espiritual y profesor del seminario.
En 2005 fue vicario judicial y tres años después, desde agosto de 2008 es actualmente rector del seminario y también desde junio de 2009 es vicario general.
Además desde el 23 de mayo de 2016, tras el nombramiento de Gerardo Melgar Viciosa como obispo de Ciudad Real, en su sucesión ha sido nombrado administrador diocesano de la Diócesis de Osma-Soria durante este periodo vacante.